# Колегіум поетів

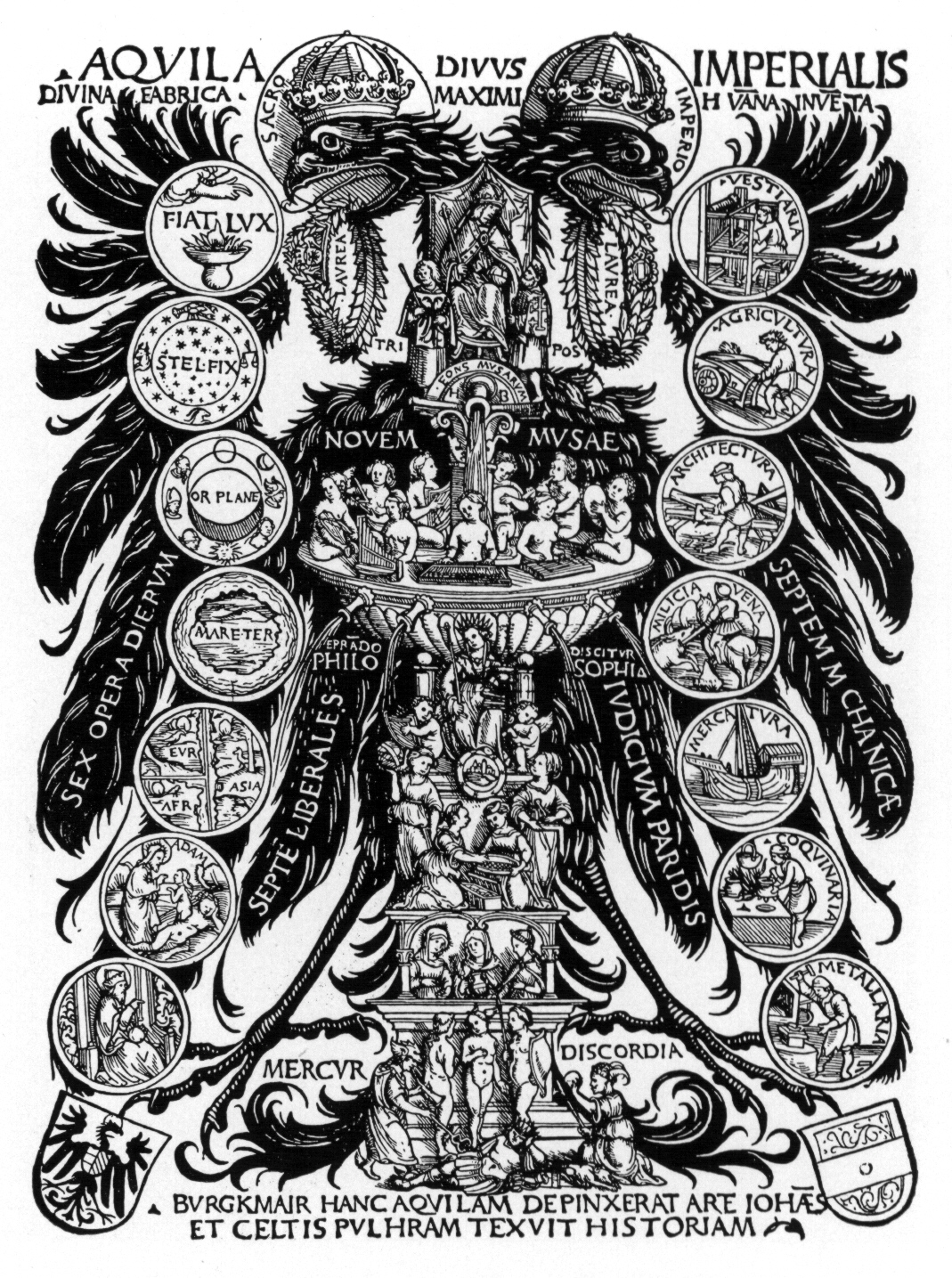
Ганс Бургкмайр Старший. Імперський орел з поєднанням символіки колегіуму. 1508.

Колегіум поетів і математиків (лат. Collegium poetarum et mathematicorum), скорочено — Колегіум поетів — освітня інституція гуманістичного спрямування, заснована з ініціативи поета Конрада Цельтіса указом імператора Священної Римської імперії Максиміліана І. Колегіум поетів був заснований при Віденському університеті як альтернатива факультету мистецтв. Випускники ставали коронованими поетами. Існував з 1501 р. до 1530-тих років.
У Статуті колегіуму визначені основні напрямки гуманістичної освіти.

## Структура
- кафедра поетики,
- кафедра риторики,
- кафедра математики,
- кафедра природничих дисциплін.

## Професори колегіуму
- Йоахим Вадіан,
- Йоган Куспініан,
- Вінценз Ланг,
- Йоган Стабіус,
- Андреас Стіборіус,
- Георг Таннштеттер,
- Конрад Цельтіс.